# Иератическое письмо
Иерати́ческое письмо — одна из форм египетского письма, применявшихся для записи текстов на египетском языке. Это ранняя форма древнеегипетской скорописи, возникшая во время I династии при нанесении иероглифических знаков кисточкой на папирус, остраконы, камень или кожу, в результате чего знаки получили более округлую, курсивную форму.
Название этого вида письма заимствовано у Климента Александрийского (Строматы, V. 4), который назвал его др.-греч.  γράμματα ἱερατικά — «священные (или греческие) буквы».

## Характерные особенности
Принципы иератического письма в целом совпадали с иероглифическим. Иератические «знаки» пишутся справа налево. Первоначально иератикой могли писать сверху вниз, но после XII династии устанавливается горизонтальное написание. Сначала иератика отличалась от иероглифики только по внешнему виду «знаков», однако затем, по мере развития иератики, появляются некоторые отличия по способу их употребления. Также появляются лигатуры.

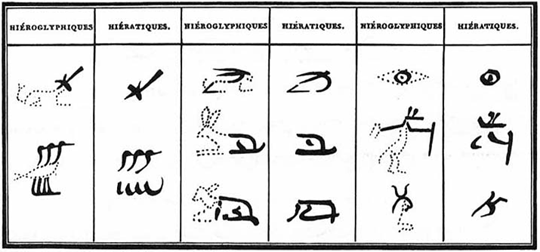
Примеры перехода с иероглифов на иератическое письмо (три ряда слева направо, по Шампольону)

С конца Древнего царства можно выделить два типа иератики, различающихся по способу начертания и имеющих разные сферы употребления:
- Книжная иератика (для религиозных и литературных текстов)
- Курсивная иератика (для хозяйственных документов и писем)

## Периодизация
- Архаическая иератика
- Иератика Древнего царства
- Иератика Среднего царства
- Иератика Нового царства
- Иератика позднего времени
- Анормальная иератика

Форма иератических знаков может служить основанием для датировки текста, так как каждой эпохе был присущ свой характерный почерк.

## Тексты, написанные иератикой
Иератическое письмо имело гораздо более широкую сферу применения, чем иероглифическое. Сравнительно большим объёмом дошедших до нас иероглифических надписей мы обязаны только лучшей сохранности камня — основного материала иероглифических текстов. Иератикой писали всевозможные административные и юридические документы, письма, математические, медицинские, литературные и религиозные тексты. Наиболее известные из них:
- Сказка о потерпевшем кораблекрушение
- История Синухета
- Сказки папируса Весткар
- Речение Ипувера
- Обречённый царевич (Папирус Харриса 500)
- Взятие Юпы (Папирус Харриса 500)
- Повесть о двух братьях (папирус д’Орбини)
- Путешествие Уну-Амона в Библ
- Папирус Присса
- Папирус Эберса
- Большой папирус Харриса
- Московский математический папирус
- Папирус Ринда

После того, как в VII веке до н. э. иератику начинает вытеснять новый тип египетской скорописи — демотика, а во время греко-римского периода — ещё и греческое письмо, сфера употребления иератики ограничилась только религиозными текстами.